# Hebreu tiberià

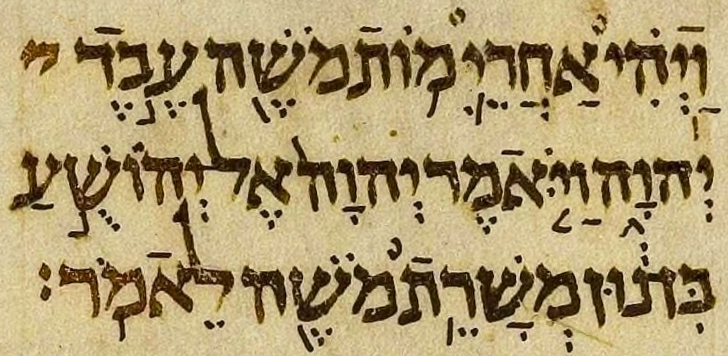
Còdex d'Alep, Llibre de Josuè, 1:1.

L'hebreu tiberià és una tradició oral de la pronunciació de formes antigues de l'hebreu, sobretot l'hebreu de la Tanakh escrita pels membres de l'escola masorètica de la comunitat jueva de Tiberíades, a l'edat mitjana, a començaments del segle viii. Empra diacrítics anomenats niqqud per a les vocals i signes afegits a les lletres de l'alfabet tradicional. Si bé aquests símbols començaren a emprar-se a principis de l'edat mitjana, la tradició oral que reflecteixen és molt més antiga.
El sistema tiberià de vocalització de la Tanakh representa la seva pròpia tradició oral. Unes altres dues tradicions locals crearen sistemes d'escriptura al mateix període temporal. El sistema «Terra d'Israel» no tingué cap influència històrica, però el sistema «babilònic» fou dominant en algunes àrees durant alguns segles, i encara en queden testimonis. A diferència del sistema tiberià, que normalment col·loca els símbols de vocals sota les lletres hebrees, el sistema babilònic les emplaça a sobre les lletres.
Si bé inicialment fou emprat per reflectir la forma tradicional de la lectura de la Tanakh, posteriorment fou aplicat a altres texts, i emprat de manera comuna pels jueus amb diferents tradicions per a la lectura de l'hebreu.